# 度会町立内城田小学校
度会町立内城田小学校（わたらいちょうりつ うちきだしょうがっこう）は、かつて三重県度会郡度会町棚橋にあった公立小学校。

## 概要
- 閉校当時
  - 校地面積：16,527m2
  - 校舎：鉄筋３階建て、延べ面積 3,409m2
  - 運動場：面積 6,787m2
  - 体育館：面積 725m2

## 沿革
- 1875年（明治8年） - 寺院を借用して学校を設置する。
- 1881年（明治14年） - 有田小学校と称し、大久保村に本校を置き、大野木、牧戸、上久具、下久具にそれぞれ分校を置く。
- 1886年（明治19年）4月 - 小学校簡易授業所を大久保、大野木、牧戸、上久具に設立する。
- 1892年（明治25年）4月 - 尋常小学校と改称し、第一尋常小学校を大野木、第二尋常小学校を牧戸、第三尋常小学校を大久保、第四尋常小学校を上久具に置く。
- 1901年（明治34年）4月 - 内城田第一、第二、第三、第四の尋常小学校を合併、4ヶ年の高等科を併置し、内城田尋常高等小学校と称する。中川、沼木、小川郷の高等科生を収容、棚橋へ新校舎の建築に着手する。
- 1901年（明治34年）12月 - 新校舎が落成、12月22日を創立記念日とする。
- 1907年（明治40年）5月 - 校舎の増築工事が竣工する。
- 1908年（明治41年）4月 - 義務教育延長により、尋常科6年、高等科3年とする。
- 1909年（明治42年）4月 - 高等科を2年に改正する。
- 1910年（明治43年）4月 - 農業補習学校（男子部）を併設する。
- 1910年（明治43年）6月 - 校地の拡張工事が竣工する。
- 1910年（明治43年）8月 - 校舎1棟を増築する。
- 1919年（大正8年）10月 - 校舎の増築工事が竣工する。
- 1921年（大正10年）1月 - 三重県立農林女子家政学校（100日間）を併設し、5ヶ村の女子教育を行う。
- 1925年（大正14年）3月 - 校地の拡張工事が竣工する。（現校舎の位置）
- 1926年（大正15年）7月 - 農業補習学校に青年訓練所を併設する。
- 1934年（昭和9年）4月 - 新校舎の南側が落成する。（後の南方1棟）
- 1935年（昭和10年）4月 - 農業補習学校と青年訓練所を統合、青年学校とし女子部を加える。
- 1936年（昭和11年）3月 - 全校舎（3棟）が完成する。
- 1941年（昭和16年）4月 - 国民学校令の施行に伴い内城田村国民学校と改称する。
- 1945年（昭和20年）3月 - 校舎前の道路を拡張、石垣を整備する。
- 1947年（昭和22年）4月 - 学校教育法の施行に伴い内城田村立内城田小学校と改称する。
- 1947年（昭和22年）4月 - 内城田村立内城田中学校が設立、内城田小学校の校舎を併用する。
- 1948年（昭和23年）9月 - 新設した三重県明野高等学校内城田分校（後の三重県立明野高等学校度会校舎）が内城田小学校の校舎第3棟を借用する。
- 1950年（昭和25年）6月 - 内城田中学校が独立校舎へ移転する。
- 1952年（昭和27年）6月 - 運動場の拡張工事が完了する。
- 1955年（昭和30年）4月 - 町村合併により度会村が発足するのに伴い度会村立内城田小学校と改称する。
- 1958年（昭和33年）3月 - 三重県立明野高等学校度会校舎が独立校舎へ移転する。
- 1964年（昭和39年）8月 - 東西に通学門が開設する。
- 1964年（昭和39年）10月 - 給食設備が完成し完全給食が開始する。
- 1968年（昭和43年）1月 - 度会町の町制施行に伴い度会町立内城田小学校と改称する。
- 1973年（昭和48年）2月 - 校歌を制定する。
- 1975年（昭和50年）5月 - 町水道による給水を開始する。
- 1975年（昭和50年）10月 - 運動場を拡張する。
- 1976年（昭和51年）9月 - 給食施設を度会町学校給食センターへ統合する。
- 1983年（昭和58年） - 体育館を建築する[1]。
- 1985年（昭和60年） - 鉄筋3階の新校舎を建築する[1]。
- 2008年（平成20年）3月31日 - 度会町内小学校の統合に伴い閉校する[2]。
- 2008年（平成20年）4月1日 - 度会町立度会小学校として開校する。

## 周辺
- 度会町役場
- 内城田郵便局
- 伊勢消防署 度会出張所
- 度会町立度会中学校
- 三重県立度会特別支援学校
- JA伊勢 本店
- 三重県立南伊勢高等学校度会校舎
- 久具都比賣神社

## 交通アクセス
- 三重交通バス 伊勢市駅前から「注連指」または「上田口」行きに乗車約30分、「内城田小学校前」（現在は「度会小学校前」）停留所下車